# El escarabajo
El escarabajo es una película dramática colombiana de 1983 dirigida y escrita por Lisandro Duque Naranjo y protagonizada por Gina Morett, Eduardo Gazcón, Argemiro Castiblanco y Carlos Parada. Fue exhibida en la decimotercera edición del Festival Internacional de cine de Moscú.

## Sinopsis
La película narra la aventura de una joven promesa del ciclismo y dos amigos suyos que deben pasar por toda una serie de problemas para lograr su futuro soñado como "escarabajos".

## Reparto
- Gina Morett como Emma.
- Eduardo Gazcón como Álvaro.
- Argemiro Castiblanco como Humberto.
- Carlos Parada como Never.
- Marcelo Gaete como Murillo.
- Omar Sánchez como Rogelio.
- Fernando Ramírez como Policía.
- José Patrocinio Jiménez como él mismo.